# Ildefonso Simões Lopes
Ildefonso Simões Lopes (Pelotas, 19 de novembro de 1866 — Rio de Janeiro, 4 de dezembro de 1943) foi um político brasileiro.
Deputado federal pelo estado do Rio Grande do Sul, Ildefonso matou, em legítima defesa, em 26 de dezembro de 1929, o deputado Manuel Francisco de Sousa Filho. Ildefonso defendia seu filho Luís contra Manuel Francisco, que ameaçava apunhalá-lo em plena Câmara dos Deputados. Anteriormente, houvera uma discussão entre os dois deputados, com a intervenção de Luís Simões Lopes, filho do deputado. Pai e filho foram absolvidos por unanimidade 
Ildefonso Simões Lopes foi deputado estadual pelo Partido Republicano Rio-Grandense (1897-1904). Como deputado federal (1906-1908; 1913-1919; 1922-1930) participou das comissões de Viação, Agricultura, Fazenda, Especiais e Orçamento, da qual foi relator. Foi ministro da Agricultura, Indústria e Comércio (1919-1922), no governo de Epitácio Pessoa, presidente da Sociedade Nacional de Agricultura (1926-1943); criador da Confederação Rural Brasileira (1928); vice-presidente da comissão executiva encarregada da campanha da Aliança Liberal (1929-1930); membro do estado-maior civil revolucionário (1930); e diretor do Banco do Brasil (1930-1943).
Era filho do visconde da Graça, João Simões Lopes, e de Zeferina Antônia da Luz.

## Homenagens
No bairro da Lagoa Rodrigo de Freitas, na capital do Rio de Janeiro, onde faleceu, um logradouro público recebe o nome de rua Ildefonso Simões Lopes, Código de Endereçamento Postal 22471-160.
Em Três Vendas, bairro da cidade de Pelotas, onde nasceu, no estado do Rio Grande do Sul, existe a importante avenida Engenheiro Ildefonso Simões Lopes, Código de Endereçamento Postal 96060-290, que liga a Zona Norte da Cidade, e na capital Porto Alegre, no bairro de Três Figueiras, tem a rua Engenheiro Ildefonso Simões Lopes, Código de Endereçamento Postal 91330-180.
No estado de São Paulo, a cidade de São Bernardo do Campo, no bairro de Assunção, a rua Ildefonso Simões Lopes, Código de Endereçamento Postal 09850-170, homenageia o ilustre deputado.
Na cidade de Osório, no Rio Grande do Sul, existe a Escola Estadual de Ensino Médio Ildefonso Simões Lopes, especializada em cursos técnicos de agropecuária e meio ambiente, homenageando o antigo ministro da agricultura.